# Desmodium pringlei
Desmodium pringlei är en ärtväxtart som beskrevs av Sereno Watson. Desmodium pringlei ingår i släktet Desmodium och familjen ärtväxter. Inga underarter finns listade i Catalogue of Life.